# Armada de Chile
Armada de Chile (Forțele Navale Chile) reprezintă marina militară a Chile. La 1818 se formează ACh.